# Resolució 1655 del Consell de Seguretat de les Nacions Unides
La Resolució 1655 del Consell de Seguretat de les Nacions Unides fou adoptada per unanimitat el 31 de gener de 2006. Després de recordar les resolucions anteriors sobre Israel i el Líban, incloses les resolucions 425 (1978), 426 (1978) i 1614 (2005), el Consell va estendre el mandat de la Força Provisional de les Nacions Unides al Líban (UNIFIL) durant sis mesos més fins al 31 de juliol de 2006.
Líban havia sol·licitat inicialment una extensió de dotze mesos fins al 31 de gener de 2007, però els membres del Consell més tard van acordar una pròrroga de sis mesos.

## Resolució

### Observacions
El Consell de Seguretat va recordar la conclusió del secretari general Kofi Annan que Israel havia retirat les seves forces del Líban a partir del 16 de juny de 2000, d'acord amb la Resolució 425. Va subratllar la naturalesa temporal de l'operació de la UNIFIL i va instar el respecte de la Línia Blava, que era vàlida per confirmar la retirada d'Israel. Hi va havia preocupació per les tensions al llarg de la Línia Blava, incloses les hostilitats iniciades per Hesbol·là i el llançament de coets cap a Israel des del Líban, així com les violacions de l'espai aeri libanès per part d'Israel.

### Actes
El Govern del Líban fou cridat a restablir la seva autoritat al sud del Líban a través del desplegament de les forces libaneses i a la cooperació amb UNIFIL i amb el Secretari General. Es va instar a les parts a garantir la plena llibertat de circulació de la UNIFIL i garantir la seva seguretat. Tant Israel com el Líban van ser convocats a complir els compromisos per respectar la línia de retirada identificada per les Nacions Unides i foren condemnades totes les violacions aèries, marítimes i terrestres de la línia. fent referència als actes duts a terme del costat libanès.
La resolució recolza els esforços de la UNIFIL per supervisar les violacions de la línia de retirada i pel desminatge, fomentant la necessitat de proporcionar mapes de la ubicació de mines terrestres. Es va demanar al Secretari General que continués les consultes amb el govern libanès i els països que aporten contingents sobre l'aplicació de la resolució actual. A més, el va dirigir a informar sobre les activitats de la UNIFIL i sobre les tasques realitzades per l'Organisme de les Nacions Unides per la Vigilància de la Treva (UNTSO). El mandat i estructura de la UNIFIL havien de ser revisats constantment.
Finalment, la resolució va concloure subratllant la importància d'una pau justa i duradora a l'Orient Mitjà basada en les resolucions pertinents del Consell de Seguretat, incloses les 242 (1967) i 338 (1973).